# آلامدییا
الامدیلا (به اسپانیایی: Alamedilla) یک شهرستان در اسپانیا است.